# Biskupi Erfurtu
Biskupi Erfurtu

## Administratura Apostolska Erfurt-Meiningen
23 lipca 1973 r. została utworzona Administratura Apostolska dla Diecezji Fuldzkiej i Diecezji Würzburskiej w Erfurcie-Meiningen.

### Administratorzy Apostolscy
| Lp. | Imię i nazwisko | Lata                                | Informacje dodatkowe                                                         |
| --- | --------------- | ----------------------------------- | ---------------------------------------------------------------------------- |
| 1   | Hugo Aufderbeck | 23 lipca 1973 – 17 stycznia 1981    | biskup tytularny Arca w Fenicji                                              |
| 2   | Joachim Wanke   | 17 stycznia 1933 – 27 stycznia 1994 | koadiutor od 2 października 1980 r., biskup tytularny Castellum w Mauretanii |

## Diecezja Erfurtu
27 stycznia 1994 r. papież Jan Paweł II przekształcił dotychczasową administraturę apostolską Erfurt-Meiningen w pełnoprawną diecezję Erfurtu.

### Ordynariusze
| Lp. | Imię i nazwisko | Lata                                   | Informacje dodatkowe |
| --- | --------------- | -------------------------------------- | -------------------- |
| 1   | Joachim Wanke   | 27 stycznia 1994 – 1 października 2012 | biskup               |

### Biskupi pomocniczy
| Lp. | Imię i nazwisko    | Lata sprawowania urzędu          | Informacje dodatkowe             |
| --- | ------------------ | -------------------------------- | -------------------------------- |
| 1   | Hans-Reinhard Koch | 15 maja 1985 – 27 listopada 2004 | biskup tytularny Mediana         |
| 2   | Reinhard Hauke     | od 11 października 2005 r.       | biskup tytularny Flumenepiscense |